# Université de Wrocław
L’université de Wrocław (en polonais : Uniwersytet Wrocławski, en allemand : Universität Breslau, en latin : Universitas Wratislaviensis) est une université polonaise de Silésie, issue de l'université de Breslau fondée en 1702 par l'empereur Léopold Ier à partir du collège jésuite de la ville créé en 1659.
Cette université est aujourd'hui la plus grande de la voïvodie de Basse-Silésie avec plus de 100 000 diplômés depuis 1945, dont environ 1 900 chercheurs, parmi lesquels beaucoup ont reçu des prix importants en récompense de leurs contributions au développement de la recherche scientifique.

## Histoire

### Préludes

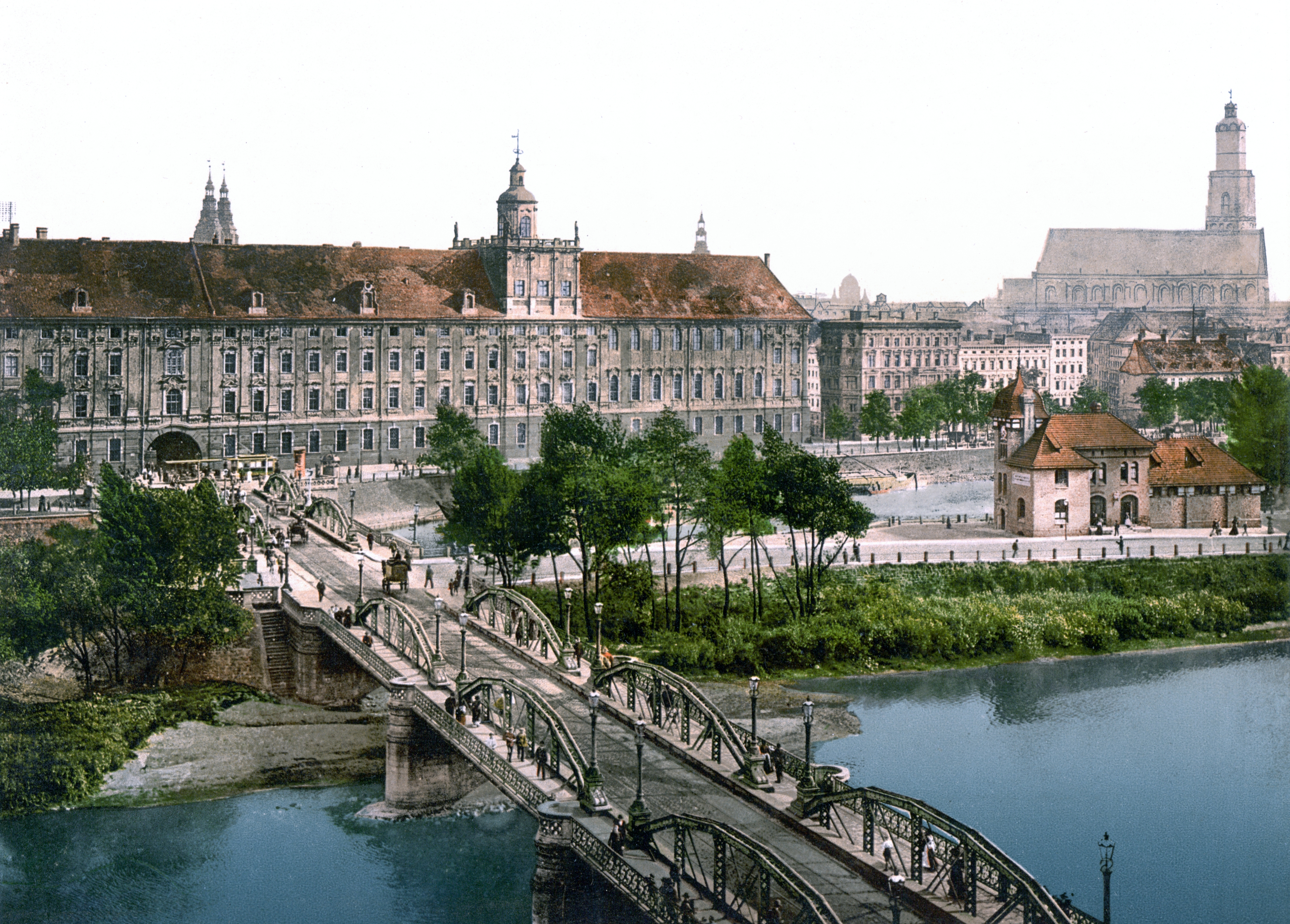
L'université en 1900.

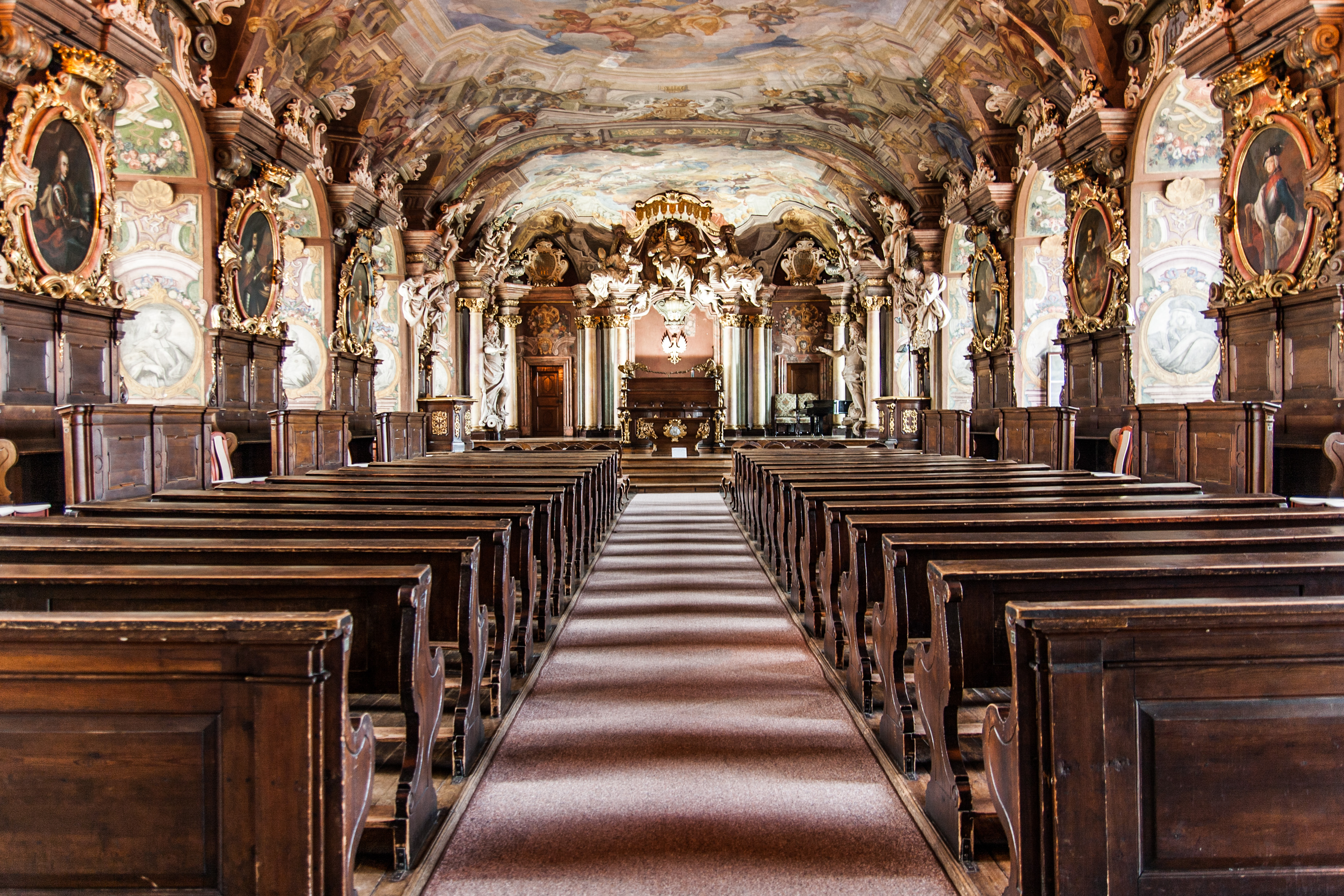
Aula Leopoldina.

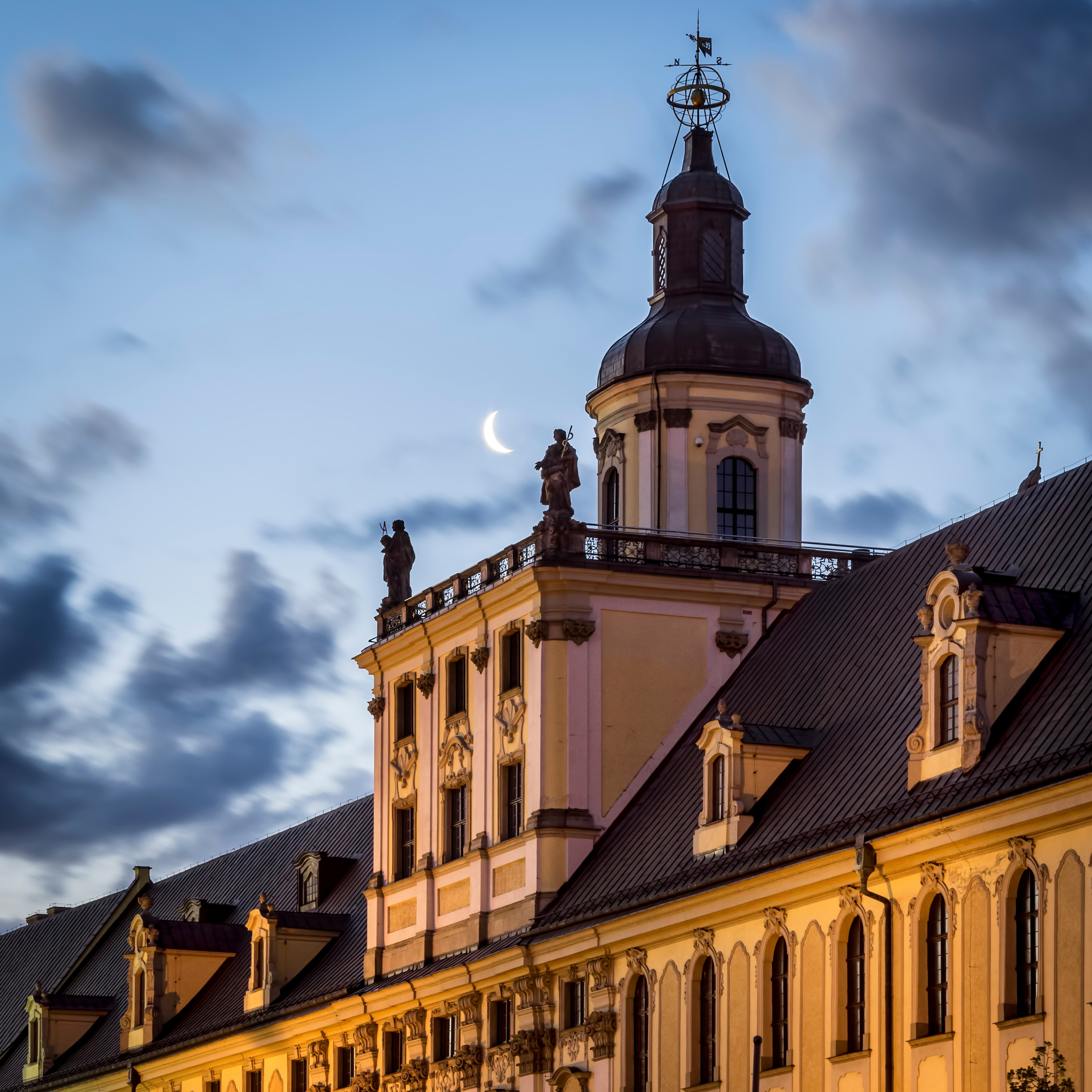
La Wieża matematyczna Uniwersytetu Wrocławskiego, sommet des bâtiments de l'université de Wroclaw. Juin 2014.

Dès le 20 juillet 1505, Vladislas IV (1456-1516), roi de Bohême (à partir de 1471) et de Hongrie (à partir de 1490), de la dynastie polono-lituanienne des Jagellons, signe l'acte de fondation d'une université à Breslau/Wrocław, mais la fondation effective ne peut pas être réalisée en raison de divers événements (guerres notamment)[réf. nécessaire].
En 1659, l'empereur Léopold Ier offrit aux jésuites, qui n'avaient pas jusque-là de bâtiment dans la ville, le château des Piast appelé plus tard « château royal ». Ils édifièrent, en détruisant en partie le château, l’église « Le Jésus » (1689-1700), qui est un exemple unique du baroque dans la ville.

### Fondation de l'université de Breslau (1702)
À Vienne, afin de transformer leur collège en université, ils entreprirent des démarches (contrecarrées par le conseil municipal qui craignait la multiplication des institutions catholiques). Par l'Acte du 21 octobre 1702 Léopold Ier fonda dans la capitale de la Silésie la première école supérieure appelée aussi Academia Leopoldina. Elle était composée de deux facultés : théologie et philosophie et fonctionna pendant presque un demi-siècle dans les bâtiments du vieux château. À côté on éleva l'internat Saint-Joseph pour les étudiants (aujourd'hui Maison de Steffens). Malgré le caractère catholique de l'école on y trouvait aussi des étudiants protestants. Le projet initial du bâtiment de l'Académie (construit entre 1728 et 1742) ne fut pas réalisé car interrompu par l'invasion de la Silésie par les troupes du roi de Prusse, Frédéric II. Il en reste une magnifique salle rococo (Aula Leopoldina). L'établissement cessa d'être un vivier de la Contre-Réforme mais resta la grande école de formation du clergé catholique en Prusse.

### Refonte par le gouvernement prussien (1811)
Le 24 avril 1811 la jésuite Leopoldina et la protestante Viadrina de Francfort-sur-l'Oder furent réunies par ordre du cabinet royal dans le cadre de la réforme de l'État prussien après les défaites contre Napoléon et devint la Schlesische Friedrich-Wilhelms-Universität avec siège à Breslau et comprenant cinq facultés (théologie protestante et théologie catholique, philosophie, droit et médecine). Elle devenait ainsi la première université allemande qui réunissait les théologies protestante et catholique sous le même toit.
On y trouvait trois séminaires de théologie, un séminaire de philologie et un séminaire de philologie allemande, et également un séminaire pour la philologie romane et anglaise, un séminaire d'histoire, un séminaire de mathématique et de physique, un séminaire de droit privé et de droit public. Jusqu'à la Première Guerre mondiale l'université était un important centre de formation des étudiants polonais de Posnanie, de Pomérélie et de Poméranie, dans lequel, à certains moments, ils constituaient un tiers des effectifs (en 1838 fut créée la « Société littéraire slave »). Dès 1841, l'université vit naître la chaire de langues et littératures slaves, après laquelle de Berlin la deuxième en Allemagne avec les philologues slavistes František Čelakovský de Strakonice, Wojciech Cybulski (de) de Konin, Vatroslav Jagić (de) de Varaždin et Aleksander Brückner (de) de Brzeżany. Elle possédait également douze instituts scientifiques différents, six établissements cliniques et trois collections de beaux-arts. En 1881 on ouvrit l'Institut d'agriculture (auparavant à Proskau) avec 10 professeurs et 44 auditeurs qui comprenait une chaire de chimie vétérinaire, une chaire vétérinaire et une de technologie. Le nombre des étudiants s'élevait, en 1884, à 1 481, et celui des enseignants à 131.
La bibliothèque universitaire abritait, en 1885, environ 400 000 ouvrages, dont environ 2 400 incunables, environ 250 volumes en caractères aldins et 2 840 manuscrits. Ils provenaient des collections des fondations et des cloîtres qui avaient été supprimés et des anciennes bibliothèques universitaires de Francfort et de Wrocław ; y appartenait aussi la Bibliotheca Habichtiana, riche en ouvrages orientaux imprimés et manuscrits et l'institut académique de lecture.
On citera encore : l'observatoire ; le jardin botanique (5 hectares) avec le musée botanique et le jardin zoologique fondé en 1862 par une société privée ; le musée d'histoire naturelle et le musée de zoologie; les collections de chimie et de physique; le laboratoire de chimie ; l'institut de physiologie végétale et l'institut de minéralogie ; l'institut d'anatomie ; les établissements cliniques ; la galerie d'estampes (provenant le plus souvent d'églises, de couvents, etc.), riche en œuvres anciennes allemandes ; le musée des antiquités silésiennes, les Archives d'État pour la Silésie, etc.

### Après 1945
Après la reddition des troupes allemandes le 8 mai 1945 et la conquête de la ville par l'Armée rouge, la Friedrich-Wilhelms-Universität, dont les bâtiments et les équipements scientifiques avaient été sévèrement détruits ou endommagés, fut dissoute. Avec la remise de la ville à la Pologne, qui prit alors le nom de Wroclaw, après avoir fait partie du Saint-Empire romain germanique en 1335, l'université allemande et la haute école technique allemande (1910-1945) furent transformées en établissements polonais dès le 24 août 1945. La population allemande fut expulsée.
Le 15 novembre de la même année, les cours des professeurs Ludwik Hirszfeld et Kazimierz Idaszewski (pl) inauguraient l'enseignement en polonais et le 9 juin 1946, l'université polonaise était ouverte, s'appuyant principalement sur des enseignants issus des universités polonaises de Lwów et Wilno, devenues respectivement ukrainienne et lituanienne.
Depuis la période stalinienne et jusqu'à la fin du régime communiste, elle portait officiellement le nom de Bolesław Bierut (Uniwersytet Wrocławski im. Bolesława Bieruta), premier président de la république populaire de Pologne.
Durant les années d'ouverture initiées par Edward Gierek, une Alliance française a été créée en son sein (1975). Elle y restée de nombreuses années après la fin du système totalitaire, devenant autonome en 2008, tout en gardant des liens avec l'université.
La tradition de l'ancienne Friedrich-Wilhelm-Universität silésienne a été conservée à Cologne par la décision de son Sénat en 1951. En 2003 un partenariat a été signé entre celle-ci et l'université de Wrocław. Depuis 1988 il existe aussi une collaboration avec l'université de la Ruhr à Bochum.
Pendant l'année universitaire 2001-2002, 42 089 étudiants étaient inscrits. En 2012, le site Internet de l'université indique le chiffre total de 31 557 étudiants.
En 2001 a été fondée l'Association germano-polonaise de l'université de Wrocław qui vise le rapprochement des peuples et le transfert des connaissances. Cette association rassemble toutes les institutions d'enseignement supérieur de la ville : université, faculté de théologie pontificale, Académie de médecine, École polytechnique de Wrocław, écoles supérieures d'économie, d'agriculture, d'éducation physique et sport, de musique et des beaux-arts.

### Composition actuelle

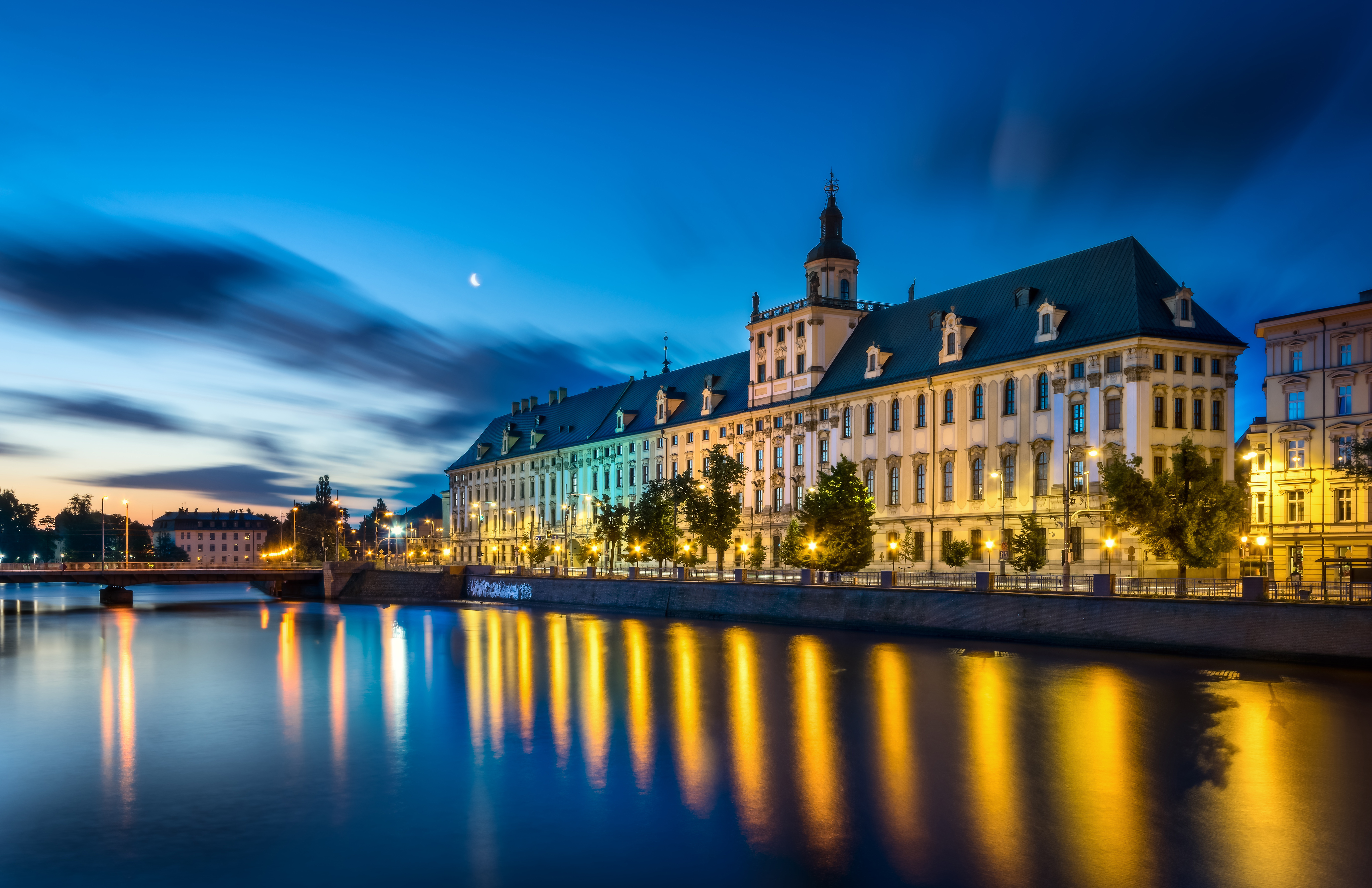
L'université de Wrocław en 2012.

Les facultés de l'université sont les suivantes :
- Faculté des lettres (Wydział Filologiczny)
- Faculté de sciences biologiques (Wydział Nauk Biologicznych)
- Faculté de biotechnologies (Wydział Biotechnologii)
- Faculté de sciences de la terre et de formation de l'environnement (Wydział Nauk o Ziemi i Kształtowania Środowiska) : géographie et géologie
- Faculté d'histoire et des sciences de l'éducation (Wydział Nauk Historycznych i Pedagogicznych)
- Faculté de droit, d'administration et de sciences économiques (Wydział Prawa, Administracji i Ekonomii)
- Faculté de physique et d'astronomie (Wydział Fizyki i Astronomii)
- Faculté de sciences sociales (Wydział Nauk Społecznych)
- Faculté de chimie (Wydział Chemii)
- Faculté de mathématiques et d'informatique (Wydział Matematyki i Informatyki)

## Liste des recteurs

### Jusqu'en 1945
- Liste des recteurs de l'Université de Breslau (de)

### Depuis 1945
- Stanisław Kulczyński (pl) (1945–1951)
- Jan Mydlarski (pl) (1951–1953)
- Edward Marczewski (1953–1957)
- Kazimierz Szarski (pl) (1957–1959)
- Witold Świda (pl) (1959–1962)
- Alfred Jahn (pl) (1962–1968)
- Włodzimierz Berutowicz (pl) (1968–1971)
- Marian Orzechowski (pl) (1972–1975)
- Kazimierz Urbanik (pl) (1975–1981)
- Józef Łukaszewicz (pl) (1981–1982)
- Henryk Ratajczak (pl) (1982–1984)
- Jan Mozrzymas (pl) (1984–1987)
- Mieczysław Klimowicz (1987–1990)
- Wojciech Wrzesiński (pl) (1990–1995)
- Roman Duda (pl) (1995–1999)
- Romuald Gelles (pl) (1999–2002)
- Zdzisław Latajka (pl) (2002–2005)
- Leszek Pacholski (pl) (2005–2008)
- Marek Bojarski (pl) (2008−2016)
- Adam Jezierski (pl) (2016−2020)
- Przemysław Wiszewski (pl) (2020 −)

## Personnalités liées à l'université

### Professeurs de l'université allemande
- Johann Peter Gustav Lejeune Dirichlet (1805-1859), mathématiques
- Johann Ludwig Gravenhorst, zoologie (1811-1840)
- Johann Gottfried Galle (1812-1910), astronomie
- Thaddäus Anton Dereser, dogmatique et recteur (1815-1827)
- Johann Anton Theiner, exégèse et droit ecclésiastique (1824-1829)
- Ernst Kummer, mathématiques (1840-1854)
- Joseph Partsch (en) (1851-1925), géographie
- Ferdinand Julius Cohn (1857-1888)
- Rudolf Lipschitz, mathématiques (1862-1864)
- Heinrich Graetz, théologie
- Georg Kaibel, professeur de lettres grecques (1879-1882)
- Karl Anton Eugen Prantl (botanique, sylviculture)
- William Stern, pédagogie
- Walter Bauer, théologie (1913-1916)
- Johann Radon, mathématiques (1928-1945)
- Martin Staemmler, médecin et recteur (1938-1943)

### Professeurs de l'université polonaise
- Krystyna Gabryjelska, spécialiste de littérature française du XVIIIe siècle, doyenne, vice-rectrice

### Étudiants de l'université allemande
- Josef Bischoff, militaire, commandant de corps franc après la Première Guerre mondiale
- Norbert Elias, philosophie
- Abraham Adolf Fraenkel, mathématiques
- Hermann Kletke, philosophie
- Johannes Zukertort et Siegbert Tarrasch, joueurs d'échec
- Otto Toeplitz, mathématiques
- Clara Immerwahr, chimiste
- Moritz Friebe, philosophie
- Katharina Staritz, théologie
- Otto Stern, physicien
- Ernst Steinitz, mathématiques

### Étudiants de l'université polonaise
- Agnieszka Szpila (1977-), écrivaine